# ドラゴンネスト
ドラゴンネスト (Dragon Nest) は韓国のEyedentity Gamesが開発し、同国や日本等で運営されているMORPG。
日本でのサービスはハンゲームを展開するNHN hangameが行っている。アニメCG風の3DグラフィックスのTPSタイプのアクションゲーム。
2015年8月5日に大幅なアップデートを行うことが発表され、それに合わせて翌日6日にタイトルが「ドラゴンネストR」に変更された。

## 日本国内におけるイベント
2011年6月では、利用登録500万IDを突破した。2011年8月27日にオフラインイベントが行われた。
不定期ながら、アップデート前の週の金曜日にはustreamで公式生放送がおこなわれる。
2010年10月に開発元である韓国のEyedentity Gamesが中国の運営であるShandaに買収される。
2011年8月下旬にファン感謝のオフラインイベントが行われた。 他、オフラインイベントも積極的におこなわれている。元は2010年12月19日のケルベロスタイムトライアル大会 だったが、何らかの影響でそれ以降はおこなわれなくなった。
- マシンスペックもインストール不要でタブレット端末でもできるクラウドシステムを使ったサービスが開始された[9]。
- 2010年11月10日に第1回アバターデザインコンテストが開催され[10]、受賞作はマジック等級のアバターとして実装された。2011年10月には第2回アバターデザインコンテストが開催されている[11]。

## 日本での主なサービス状況
当初は韓国とは3か月遅れの実装だったが、現在は約1か月遅れの実装となっている。
- 2008年11月21日 - NHN Japanと開発のEYEDENTITY GAMESで日本国内独占提供契約を締結[12]
- 2010年4月17日 - ドラゴンネストの完成披露会開催[13]
- 2010年4月28日 - クローズドベータテスト
- 2010年5月7日 - エクストラクローズドベータテスト 闘技場実装
- 2010年5月27日 - オープンベータテスト レベルキャップ開放(LV24) 2次職(転職)実装 2次パス実装
- 2010年6月9日 - 正式サービス開始 アイテムモール実装
- 2010年6月24日 - レベルキャップ開放(LV32) アバター実装
- 2010年7月14日 - ケルベロスネスト実装 ゲームパッド対応
- 2010年7月28日 - アバター合成システム実装 第2次アバター入れ替え
- 2010年8月11日 - 期間限定アバター「水着アバター」実装
- 2010年8月25日 - ケルベロスヘルモード実装 ダークレア実装 PVP大将戦実装 第3次アバター入れ替え
- 2010年9月15日 - レベルキャップ開放(LV40)
- 2010年9月29日 - 第4次アバター入れ替え
- 2010年10月13日 - マンティコアネスト、ミノタウロスネスト実装 紋章システム実装 次元のうさぎ実装 ゴブリンファイト実装 師弟システム実装 NPC好感度システム実装
- 2010年10月27日 - 期間限定アバター「ハロウィンアバター」実装 第5次アバター入れ替え
- 2010年11月17日 - アポカリプスネスト実装 潜在能力実装 スキルツリー改変
- 2010年11月24日 - 第6次アバター入れ替え
- 2010年12月8日 - アポカリプスヘルモード実装 期間限定アバター「クリスマスアバター」実装
- 2010年12月22日 - シュパンボックス実装 第7次アバター入れ替え 期間限定アバター「クリスマス武器アバター」実装
- 2011年1月12日 - ダークレア「嫉妬のジェロシア」実装 アドリアーノ一座実装 ギルド倉庫実装
- 2011年1月26日 - 第8次アバター入れ替え
- 2011年2月16日 - 第9次アバター入れ替え 乗り物実装
- 2011年4月6日 - シードラゴンネスト実装  第10次アバター入れ替え 町に報告用の掲示板実装 称号コレクションブック実装[14]
- 2011年4月27日 - 期間限定アバター「制服アバター」実装 第11次アバター入れ替え
- 2011年5月26日 - PVPグールモード、アベレージモード、フル装備モード実装 第12次アバター入れ替え マーセナリーとフォースユーザスキル改変
- 2011年6月22日 - レベルキャップ開放(LV50) 3次職実装（転職） ロータスマーシュ実装 第13次アバター入れ替え システム一新
- 2011年7月20日 - アークビショップネスト実装、ホースレーシング実装、アビスの難易度一新 期間限定アバター「水着アバター」実装 第14次アバター入れ替え
- 2011年8月24日 - 新NPCアイドルの「ハロリ（声:道重さゆみ）」実装、アークビショップネストヘル実装、農場実装 期間限定アバ「吟遊詩人アバター」実装 第15次アバター入れ替え
- 2011年9月28日 - 新PC「アカデミック」実装、カオスフィールド実装、ギルド戦試験実装、ペット実装、システム改変 第16次アバター入れ替え 公式HPリニューアル
- 2011年10月26日 - 占領戦実装 アカデミックのエンジニア系列の3次職実装 エレメンタルロード強化 レベル32のカオスフィールド実装 期間限定アバター「ハロウィンアバター」実装 システム改変
- 2011年11月24日 - ギルド戦正式実装、レベル24のカオスフィールド実装、ロータスマーシュ改変（カタストロフィー実装）、シードラ強化アイテム実装、冠詞2(中級冠詞)実装、女神の憐憫実装、第17次アバター入れ替え、システム改変
- 2011年12月21日 - グリーンドラゴンネスト実装、シードラゴンハードコア実装、ネストの練習モード実装、シードラゴン装備ユニークからレジェンドに変更、マーセナリー強化、期間限定アバ「クリスマスアバター」実装、システム改変
- 2012年1月18日 - ダークレア(ペサデロ)改変、フル装備戦改変、第18次アバター入れ替え、システム改変
- 2012年2月22日 - アカデミックの新2次職「アルケミスト」と3次職実装、PVP「勝ち抜き戦」実装、グリーンドラゴンの練習モード実装、システム改変
- 2012年3月21日 - ギガンテスネスト実装、グリーンドラゴンハードコア実装、ギルド改変、第19次アバター入れ替え、システム改変
- 2012年4月25日 - ギガンテスネスト ヘルモード実装、期間限定アバター「大江戸アバター」実装、システム改変
- 2012年5月23日 - 2周年イベント、ギガンテスネストの練習モード実装、NPC寄付システム、第20次アバター入れ替え、システム改変
- 2012年6月22日 - イラストコンテスト受賞作品をロード画面に掲載、課金関連の更新
- 2012年7月17日 - スキル改変、レベルキャップ開放(LV60)、タイフーンネスト・プロフェッサーKネスト実装、第21次アバター入れ替え、システム改変
- 2012年8月13日 - 新PC「カーリー」実装、 60ネストのヘルモード実装、60ネストのシングルモード実装、 期間限定アバ「マリンルックアバター」実装、システム改変
- 2012年9月19日 - 憎悪のペサデロ 第3層実装、55EXスキル実装、女神の憐憫再実装、スキル修正、第22次アバター入れ替え、システム改変
- 2012年11月14日 - 無限のフォルミド実装、女神の吐息実装（女神の憐憫クエスト廃止）、新ステージ追加（デザートストーム実装）、第23次アバター入れ替え、システム改変
- 2012年12月19日 - イエロードラゴンネスト実装、期間限定アバター「冬ごもりアニマルアバター」実装、40と50のネストのシングルモード実装、スキル修正、ソードマスター新スキル追加、システム改変
- 2013年1月13日 - カーリーの新2次職「ダンサー」と3次職実装、60EXスキル実装、月曜日〜金曜日限定の32〜50ネストのLV60向け強化版の実装、第24次アバター入れ替え、コンボ練習モード実装、システム改変
- 2013年2月20日 - 新ステージ追加（コードネーム：ゼロ実装）、2人用ダンジョンメビウス実装、スキル修正、システム改変
- 2013年3月19日 - 4人版イエロードラゴンネスト「メモリア」実装、ユニオンミッションルーム実装、第25次アバター入れ替え、スキル修正、システム改変
- 2013年4月17日 - メモリアPart4実装、期間限定アバター「学園アバター」実装、レベルアップ報酬システム改修、スキル修正、システム改変
- 2013年5月22日 - 新ステージ追加（黄昏の鎮魂歌(レクイエム)）実装、タリスマン実装、トレジャーハント実装、第26次アバター入れ替え、アクセサリー系アバター合成実装、スキル修正、システム改変
- 2013年6月19日 - イエロードラゴンネストハードコア実装、トレジャーハントSeason2実装、システム改変
- 2013年7月24日 - レベルキャップ開放(LV70)、セントヘイブンリニューアル、70EXスキル実装、アレンデルエリア実装、竜珠システム実装、PVP能力値調整、システム一新
- 2013年8月21日 - ガーディアンネスト実装、期間限定アバター「2013年水着アバター」、スキル修正、システム改変
- 2013年9月25日 - 新PC「アサシン」実装、システム改変
- 2013年10月23日 - ミストネスト実装、期間限定アバター「2013年ハロウィンシーズンアバター」実装
- 2013年11月20日 - アレンデルコアネスト実装、新難易度「ナイトメア」実装（アレンデルステージのみ）、スキル修正
- 2013年12月18日 - セントヘイブン防衛戦実装、トレジャーハントリターンズ実装、期間限定アバター
- 2014年1月22日 - アサシン新2次職「ブリンガー」実装、ブラックドラゴンネスト実装
- 2014年6月25日 - ブラックドラゴンハードコア実装、サードコアネスト実装
- 2014年7月23日 - レベルキャップ開放（LV80）実装
- 2014年8月20日 - 新PC「レンシア」実装、ボルケーノネスト実装
- 2014年10月22日 - 新コンテンツ侵蝕の城塞実装、共同農場削除および新しく温泉へリニューアル
- 2014年11月19日 - ボルケーノコアネスト実装
- 2015年2月12日 - 新ウォーリアークラス「ダークアベンジャー」実装
- 2015年3月25日 - レッドドラゴンネスト実装
- 2015年6月24日 - レッドドラゴンネストハードコア実装
- 2015年7月22日 - 新PC「マキナ」実装、ネルウィンサーバーとバルナックサーバー統合、新サーバー「アルゼンタ」実装
- 2015年8月26日 - レベルキャップ開放（LV90）実装、ミストランド「メルカ王国」エリア実装、スキルバランス大幅修正、クラスごとのステータスによる能力値比率変更、UI改変
- 2015年10月21日 - ダイダロスネスト実装、幽冥ステージ実装、竜珠強化システム実装
- 2015年11月18日 - ダイダロスハードコア実装、英雄レベルアップデート
- 2015年12月22日 - 新アーチャークラス「シルバーハンター」実装、ファルス廃棄地域追加、インフィニティバトル実装、LV90イビルゲート実装

ギルドシステム改編、LV90技巧アクセサリー実装、ダメージメーター実装、クラスマスターリーIIの攻撃力上昇効果のスキルバランス調整
- 2016年3月23日 - ヘイズアイスドラゴンネスト実装、エピック等級アバターセット登場
- 2016年5月25日 - ヘイズアイスドラゴンネストハードコア実装、6周年記念イベント
- 2016年6月22日 - レベルキャップ開放（LV93）、「覚醒」実装、リバースタイフーンネスト実装
- 2016年7月20日 - アバターに能力を追加できる「刻印のシュパンブック」実装、ギルドネスト実装
- 2016年8月17日 - RプロフェッサーKネスト実装
- 2016年9月21日 - RプロフェッサーKネストハードコア実装、クレリックとアカデミック覚醒、ギルドアジト実装
- 2016年10月19日 - 新クレリッククラス「アークヘレティック」実装
- 2016年11月22日 - グラノームネスト実装、新アイテム真竜「アイシャ」シリーズ（ザカーディアバウチャー、アイシャアバターバウチャー）登場
- 2016年12月21日 - カーリー覚醒実装
- 2017年1月17日 - 逆襲！グリーンドラゴンネスト実装、一部職業大幅スキル改変
- 2018年8月22日 - レンシア新2次職「ナイティス」実装
- 2019年9月5日 - cocone fukuoka株式会社よりEyedentity Games Japan株式会社に運営移管、[ジェレイント]サーバーと[アルゼンタ]サーバーの統合[15]
- 2019年10月23日 - レンシア外伝クラス「ベナプラガ」実装、「ギアマスター」リメイク、「洛陽の修練場」実装
- 2021年1月13日 -  Eyedentity Games Japan株式会社より株式会社ブライブに運営移管[16]
- 2021年3月31日 -  18時をもって「ドラゴンネストM」のサービス終了となった

## あらすじ
古代
女神アルテアは美しい女神の空間アルチェリンガと善良な心を持つ古代人、それを守護する「エンシェントドラゴン」と「ケイオスドラゴン」による豊かで慈愛に満ちた世界を創造した。しかし別次元の女神ベスティネルの嫉妬により、その平和は乱されることとなる。ベスティネルはアルテアに悪夢の呪いを送り、アルテアの創造力は冒されてしまった。古代人もアルテアの悪夢の影響により良心を失い、その高い能力を互いの殺戮に使うようになり世界は滅びの危機に瀕する。最後にアルテアは人間を創造し、ついに目覚めることのない眠りへと入ることとなる。
ベスティネルはアルチェリンガを破壊するため、自らの次元から悪の「ビヨンドドラゴン」をアルチェリンガに送った。世界の守護者たるエンシェントとケイオスはこれを迎え撃ち、壮絶な死闘の果てにビヨンドを滅ぼす事に成功する。しかしこの戦いでケイオスはベスティネルの毒に侵され堕落してしまい、エンシェントによってその身を砕かれ7色の宝玉となる。またエンシェントもケイオスとの戦いで深く傷つき、その体を3つの宝玉に分け、眠りにつく。
生き残っていた悪しき心に支配された古代人は、残されたケイオスの宝玉を兵器にしようと、古代人の持つ科学力によって作られた人工生命に融合させ「ブラックドラゴン・カーラス」を創造してしまう。コントロールを受け付けず世界を蹂躙し始めたブラックドラゴンは賢者の生命を賭した魔法により退けられるが、賢者はいずれブラックドラゴンが復活すること、「暁の預言者」の誕生がその前兆であることを言い残す。
50年前
再び目覚めたブラックドラゴンの襲撃を前に、「ジェレイント」「ベルスカード」「バルナック」「ネルウィン」「カーラ」「テラマイ」の6人を中心に討伐隊が結成される。後に六英雄と呼ばれる事になる彼らの活躍により、なんとかブラックドラゴンは退けられたものの、彼らを残して討伐隊は全滅し、その爪痕は現在に至るまで残されることになる。
現代
ブラックドラゴンが六英雄によって討伐され、しばらくは世界に平和が続いているかのように見えた。そして50年の月日を経た今、「暁の預言者」の誕生を示す太古の星が現れ、魔物や闇の勢力たちの行動が活発化し、2つの場所でそれぞれ事件が起きた。それぞれの役目を果たす為その場に通りかかった冒険者(プレイヤーキャラクター)がその騒動に巻き込まれ、「暁の予言者」を巡ってドラゴンネストの物語が始まる。
未来
プレイヤー達が戦った時代よりも後の世界。プレイヤー達は6人の英雄に変わる次代の英雄として語り継がれている。「暁の預言者」の出現後の大破壊により人類は大きく数を減らし、疲弊しきった世界はいつ崩壊してもおかしくない状態となってしまっていた。様々な試行錯誤の末、ある科学者が過去を変える決意をし過去へとその調査の手を伸ばす。最初は純粋なる悲願でしかなかったそれはやがて暴走し、現代のプレイヤー達を巻き込み、本来到達する筈であった未来の運命も変えていく。ドラゴンネストRという新たな未来への道へと。

## システム
- 疲労度

韓国ではオンラインゲームに熱中するあまり死亡者が出る等、社会問題化した経緯があり、インスタンスダンジョン系のネットゲームには、ほぼ必ず導入されている。一日700、週間1000、ネットカフェ300(キャンペーン中は1000)、イベント疲労度があり、これを消費するとダンジョンには入場出来なくなる。朝4時(2011年4月6日からは朝9時)に回復する。週間は土曜の朝4時(2011年4月6日からは朝9時)に回復する。PTを組むと消費疲労度を抑えることができる。50レベル未満のキャラクターは消費疲労度が1/10になる。（2013年7月24日より）50〜59レベルのキャラクターはひとつ上がるごとに2/10、3/10・・と軽減率が1割ずつ減少するようになる。
特定の条件を満たす、またはイベントでは疲労度のポイントを回復する「スタミナドリンク」というアイテムが手に入る。回復量の異なる3種類が存在する。100、300、500回復のものがある。使用は量に関係なく1日2個まで。
- RMT

運営企業であるNHNはRMTに対して非常に否定的な立場を取っており、ドラゴンネスト内でRMTに関与したプレイヤーはBAN（アカウント停止）処分を受ける。
シードラゴンネストクリア者(クリア認定3PTまで)には最後に運営の査定があった。そこでRMT者が見せしめに淘汰され今では業者RMTをするユーザがいなくなったためかBOTはほぼいない。
BOT対策として2011年9月22日からレベル10までは取引所、郵便、トレードといったコミュニティは一切使えない。
低レベルで不釣り合いな金を手に入れるとログ取り(何秒か止まる)がある。高レベルでも一定以上の大きい金はログ取り(何秒か止まる)がある。
現在では業者によりアカウントハックが主流なようだ。 運営はワンタイムを必須としており、ワンタイムを導入している状態でアカウントハックが行われたもののみ一部ではあるが救済措置をするようになった。
- DNS(Dragonnest Networking Service）

2011年9月28日までしていたSNSコミュニティーサービス。Twitter、Facebook、mixi に移行にしたのに基づき廃止。登録はレベル5から可能。さらにDNA(Dragon Nest Agency)というファンクラブもあり、これに入会するにはレベル20から。
- クエスト

大きく分けるとストーリーとなるメインクエストとストーリーの補完からちょっとしたお使いまでのサブクエストに分かれる。メインクエストはマルチストーリーでキャラクターの種類ごとに違う場合もある。ネストクエストや転職クエやギルド掲示板のクエストもサブクエストに入る。
- 復活

キャラクターのHPが0になり倒されるとキャラクターが白い幽霊のような姿になる（幽霊状態）。この時に対応のキーを押すと復活出来る。復活できる回数は画面の左上のステータスUIに表示され、左側の青字が日ごとにもらえる復活で5回(ネットカフェは10回)。右側の赤字は課金で「復活の呪文書」を買うといくらでも追加できる。通常ダンジョン、下記以外のネストでは青字、赤字が両方0になるまで復活可能。ガーディアンネスト、ミストネスト、アレンデルコアネスト、憎悪のペサデロでは3回、シードラゴンネスト、グリーンドラゴンネスト、イエロードラゴンネストでは2回、各ネストのヘル・ハードコアモードとタイフーンネスト、プロフェッサーKネストのヘルモードでは1回までで、嫉妬のジェロシアでは復活を使うことができない。
- 評価ランク

ダンジョンの中での行動で得られたポイント、MAXポイント、ボスキルポイント、クリアタイム、パーティポイントを加算されたポイントで評価される。このポイントが高いほど箱のランクが良くなる。箱の色の種類は金、銀、銅、木で、最高報酬の金箱がSSS、SSでは2個、S以下は1個になる。ただしネストではランクにかかわらず金1個と銀3個となる。
- 称号

特定のミッションを達成すると称号がもらえる。キャラクターに装備するとステータスが上がる物が多い。キャラクター名の横に表示させる称号と能力アップに使う称号と分けて使うことができる。
- アイテム等級

ノーマル、マジック、レア、エピック、ユニーク、レジェンドがある。一部のアイテムは、ドロップ時に帰属状態であるため、自分のアカウント内も含め、他キャラクターと取引する場合には朱印の封蝋を使い、封印する必要がある。
- 紋章

キャラクターの強化要素の一つ。作成にはプレートが必要になる。
ステータス紋章が8個、スキル紋章が4個、特殊紋章1個がある。ステータス紋章はステータスが強化される。固定値と％がつく。
ステータス紋章を作る際、運がよければランダムで3オプション目がつく。スキル紋章はスキルが強化される。特殊紋章はネストのボスのスキルが使える。
2011年10月の実装からゴールド（ゲーム内通貨）を払えば紋章回収システムが実装された。
- 潜在能力（旧システム）

コードというアイテムで武器(クリスタルコード)、防具(オニキスコード)、アクセサリー(ダイヤモンドコード)に付けることができる。付加されるステータスはランダムで何がつくかわからない。2013年7月24日からは旧システムとなった。
- 冠詞（旧システム）

2011年6月22日以前の装備は旧装備と呼ばれ、強化すると冠詞によってステータスの伸びが違う。(例：破壊は物理攻撃力、気迫は力など)2011年6月22日以降の装備は新装備と呼ばれ、ダンジョンで拾ってきたり、生産で作ったすぐの物は冠詞が付いていない。冠詞をつける素材が必要になるが、自分で好きな冠詞をつけられるようになった。強化値はどの冠詞でも同じ。冠詞を付けると冠詞ボーナスとしてステータスが上がる他に追加効果として冠詞特有の効果がつくようになった。2013年7月24日アップデートからは旧システムとなった。
- 竜珠（りゅうず）

2013年7月24日以降のLV40以上のレア等級以上の装備に装着できる強化アイテム。冠詞・潜在に代わる新強化システム（そのため2013年7月24日以前の装備は旧仕様となった）。レア等級とエピック等級のものがある（すべて帰属アイテム）。潜在能力と異なり自由に能力が付けられる。外すときは一定のゴールドが必要。また竜珠の等級以下の装備に付けることができない（エピックの竜珠をレアの装備に付けるなど）。
装備の等級・部位によりはめられる竜珠の種類と数は決められている。攻撃力を高める赤色のものと、基礎能力を高める青色のものと、旧冠詞のシステムのような効果を発揮する黄色のものがある。
各レベル・等級ごとに下級・中級の竜珠があり、エピックの竜珠にはさらに強力な上級のものがある。上級の竜珠は生産のみで入手可能（後述の分解を参照）。上級竜珠以外は封印可能。
- タリスマン

2013年5月22日に実装。紋章と同じようにつけ外しができる強化アイテム（紋章とは違うタブに装着される）。装着箇所によって能力の上昇値が変わり、左に付けるほど効果が高い（最大で元の数値の200%）。外したり位置を入れ替えるときはレベルに比例したゴールドが必要。レベルごとにノーマル、マジック等級のものがあり、それぞれ下級と中級がある。マジック等級のものには竜珠同様生産限定で入手できる上級のものもある。なお、マジック等級は帰属アイテムである（中級までは封印可能）。
- 分解

2011年6月22日以前の分解は装備（アクセサリー除く）を分解すると強化に必要な触媒の宝石が出るようになっていた。2011年6月22日以降の分解はコードが分解できるようになり消滅コードが出るようになった。2013年1月23日以降は消滅コードが一切ドロップしなくなり、消滅コードを同等級のオニキスコードかクリスタルコードに変える事が出来るようになった。装備は分解すると低確率ではあるが、スパイラルコード(指定の数字より1低い強化の装備を指定の数字にしてくれるコード)またはボルテックスコード(どんな装備も指定の数字にしてくれるコード)かスパイラルコードまたはボルテックスコードに必要な材料が出る。
マジック等級のタリスマンも分解できるようになった。分解するとタリスマンの破片が出る（中級だと多めに出る）。このアイテムは上級タリスマンの材料となる。
エピック竜珠実装以降はエピック竜珠も分解可能になる。分解すると対応レベルに応じた竜珠の破片が入手でき、上級竜珠の材料になる。
近年ではレア等級以下の装備を分解できなくなっている模様。
- ダンジョン

各ダンジョンには消費疲労度が違う。6月22日のアップデートにてダンジョンの消費疲労度は統一された。難易度でも消費疲労度が違う。難易度はイージー、ノーマル、ハード、マスター、アビスがある。アレンデル以降のステージはイージー難易度が無くなる。
敵の名前の色表示は緑、黄、水、紫、赤がある。緑は一番弱く通常の雑魚敵である。
黄はイージーから登場し小ボス的な位置である。水はハードから登場し、緑の強力版で冠詞(破壊的、精神、猪突猛進など)がつく。アレンデル以降のステージは以前のステージより異なる冠詞（必殺、呪印、治癒）などが付き、倒すと対応した効果を受けられるが、なかにはボス以上に攻撃力が高く危険なものまで存在する。
紫はアビス限定（ロータスマーシュ以降ではノーマルからでも出る）で中ボス的な位置だが中には他ステージの同じタイプのボスより強い場合がある。2011年5月26日からゲージ表示はボスと同じになった。
赤はボス敵に表示され、体力のゲージ数が難易度ごとに変わる。イージー、ノーマルは1ゲージ、ハードは2ゲージ、マスターは3ゲージ、アビスは4ゲージある。ネストのボスは5ゲージ、ドラゴン系のボスは20ゲージで、こちらは難易度による変化はない。
敵がインスタンスアイテムを落とすときがある。拾うとその場で効果を発揮する。肉類はHP、野菜類はMP、果物はHPとMP、乳製品が攻撃、魚介類は防御、その他はその他のステータスになる。ただし中には罠もあるので注意。
アビスは暗いMAPと明るいMAPがある。アビスをクリアするとネストの印章とNPC好感度が貰える次元のウサギが登場する。
- ネスト

入場するためには印章が1個必要になる。アビス難易度と同じ扱いになる。4人ネストと8人ネストのドラゴンネストがある。
ガーディアンネスト、ミストネスト、アレンデルコアネストは復活制限があり3回まで復活できる（復活回数を使い切ると呪文書を持っていても復活不可）。またMP回復アイテムは自由に使えるが、HP回復アイテムが使用不可（一部のアイテムは使用可能）。
4人制ネストのノーマルモードをクリアすると対象レベルに応じたヘルモードネストの入場券が手に入る。
アレンデルコアネストはLv70ネストのヘルモード版で6人まで入場可能。一部のステージでは2つのネストのボスが同時に登場する。またチャレンジとして1ステージごとに「試練」というものに挑戦することができる。試練を受けるとパーティメンバーに不利な状態異常が付与された状態でステージを攻略することになる代わりにクリア時にもらえる報酬が増える。
ドラゴンネストは一切の回復アイテムが使えない上に復活回数は2回のみ。復活のリンゴがあればもう1回だけ復活ができる。週間ごとにクリア回数制限があり、ミノタウロスネストは7回、ノーマルモードは5回、ヘルモードは3回まで。シードラゴンネスト、グリーンドラゴンネスト、イエロードラゴンネストのクリア回数は2回（ハードコアは1回）。回数制限を使い切った場合は、疲労度を消費すれば入場可能（2013/9/25アップデートより）。なお、キャップと同じレベルのネスト以外のネストは最後に経験値が入る。
メインクエストをある程度進めるとネストクエストが出てくるので受けると印章が貰える。クリアしてクエストクリアすると鍛冶屋でネスト装備が生産できるようになる。セット効果がついているため既存の同レベルの同等級の通常装備より強い設定である。
- ダークレア

憎悪のペサデロ、嫉妬のジェロシア、無限のフォルミドの3種類がある。それぞれ4人まで入場可能。ペサデロとジェロシアにはタイムアタックの、フォルミドにはステージクリア数のランキングがあり、上位に入ると特別な称号とアイテムがもらえる。ランキングは入場人数ごとに分けられている（ペサデロは攻略した階層ごとにも分けられており、第1階層から第3階層まで通してクリアしたタイムのランキングもある）。
- 憎悪のペサデロ

レベル32から入れる。第一界層は20ラウンド、第二〜三界層は15ラウンドあって3回復活できる（第一界層から通して計算される）。回復アイテム使用不可。貰った報酬でレア等級のプレートの袋(まれにエピック等級のプレートが出る)と交換可能。第二界層以降はPTリーダーが一つ下の界層をクリアしている必要がある。
- 嫉妬のジェロシア

レベル15から入れる。全24ラウンドあり復活不可。回復アイテム使用不可。像のHPがなくなると終了。時折出現するダックを倒すことで像のHPが回復する。像の周りにいるとプレイヤーキャラが回復する。ペサデロに比べると報酬が少ないが経験値が貰える。
- 無限のフォルミド

レベル60から入れる。憎悪のペサデロをクリアしたときにもらえるアイテム「常闇の幕」が3つ必要。最大110分（約2時間）にわたって続くサドンデス方式（復活不可）。回復アイテム使用不可。ステージ自体は無限に続く。
- アドリアーノ一座

ゴルモビーレ峡谷(旧ゴブリンファイト)、ゴブリンバーサス、ガラン・オークの逆襲、ボスラッシュ、険しい道、修道院 - 宝物庫がある。
週間制限があり、クリアは7回まで。
- ゴルモビーレ峡谷

レベル10からレベル31まで。敵を300匹倒せばボスが出現し、倒せばクリア。
- 険しい道

レベル20から。トラップを避けながら進んでいき宝箱を見つければクリア。
- 修道院 - 宝物庫

レベル20から。出てくる敵を倒していき、全滅させると宝箱が出るのでそれを取ればクリア。
- ゴブリンバーサス

レベル32からレベル40まで。(2011年8月24日に50までになった)ゴルモビーレ峡谷の上位版で敵を500匹倒せばボスが出現し、倒せばクリア。
- ガラン・オークの逆襲

レベル32からレベル40まで。(2011年8月24日に50までになった)3方向からくる敵を3人の兵士を守りながら倒していく。ボスのガラン・オークを倒すとクリア。兵士は倒されても全滅しなければクリア可能（報酬が少なくなるだけ）。
- アドリアーノ・レーシング

レベル10から。競馬の障害レースで人参を食べさせると早くなったり遅くなったりする。3位までに景品がある。馬はレンタル可能。馬なしのキャラクターのみで走らせることも可能。2012年9月19日より闘技場に移転された。
- サンタオークの逃走路

クリスマスシーズン限定で実装される。レベル10から。逃げるモンスター「サンタオーク」をダウンさせてアイテムを獲得する（攻撃してもサンタオークの体力は0になることはない）。同時に4人まで参加可能。
- 次元のウサギ

アビスクリア後に出てくるウサギ(帽子が黒でうさぎが白)。箱をクリックするとマジック等級のNPC交換アイテムとネストの印章が出る。
次元の鍵があると次元水晶のかけらを一緒に出してくれる。このかけらを集めるとエピック等級の紋章の袋と交換ができる。
まれにレアなウサギ(帽子が白と金でうさぎが黒)が出る。箱をクリックするとレア等級のNPC交換アイテム、ネストの印章、エピック等級のスキル紋章のプレートが出る。
次元の鍵があるともう一つエピック等級のスキル紋章のプレートを出してくれる。
- 師弟システム

レベル40以上(2011年10月26日からレベル40)になると師匠になれる。弟子はレベル40で卒業。弟子と一緒に回ると師匠は疲労度と装備の耐久度が減らない。一定のレベルを達成するとアイテムが貰える。
ただし師匠と弟子のレベル差は10以上離れていないと不可。
なお、2011年10月26日からレベル1から9までのキャラはアビューズ行為(養殖)になるため弟子にできなくなった。
- NPC好感度

ダンジョンや次元のウサギやアドリアーノチケット交換で好感度アイテムを得ることができる。
それをプレゼントすることで好感度が上がり、所属の連合の連合ポイントが獲得できる。
NPC会話で選択肢を選んだり、関連クエストをクリアしたりしても増える。関連クエストではそのキャラの秘密や過去が見られる。
好感度をある一定まで上げると、プレゼントで上がる好感度にボーナスが付いたり、称号がもらえる。
- 闘技場

唯一プレイヤーキルが出来る場所。ルールとしてはラウンド、リスボーン、個人戦、大将戦、グールモード(特定のMAP限定)がある。5月26日以降、ラウンド、リスボーン、個人戦、大将戦で部屋を建てると装備差なしのアベレージモード(仮)になる。紋章や装備が適用されるフル装備モードがあり、同じ実力ぐらいのプレイヤー同士でマッチングされる。1：1対戦と3：3のチームマッチ対戦がある。占領戦とギルド戦、レーシングも追加。
- スーパーアーマー(SA)

攻撃を食らったときにのけぞりや硬直を防ぐ機能。破壊するためにはディレイ攻撃が必要。
- 乗り物

町とダンジョンに入るまでのインスタンスエリアのみ乗馬可能。馬牌との交換で馬が手に入る。レベル24対応の馬(ユニコーンも含む)は課金入手。レベル40対応の馬はマンティコアネスト、アポカリプスネスト、アークビショップネストの各ヘルモードの金箱に馬牌が入っていることがある。
- 転職
  - 1次転職

レベル15で転職可能。転職クエストを受けると転職できる。二つの職からいずれか一つを選択する（レンシアとマキナは一つのみ）。転職後にアイリーンに報告すると期限付きアバターと期限付きのスキルリセットアイテムが貰える。
  - 2次転職

レベル45で転職可能。クエスト自体は44で受けられる。二つの職からいずれか一つを選択する。3次職への転職が進行条件となっているメインクエストがある。1次転職の時のようなアイテム配布はない。
  - 覚醒

レベル90で覚醒可能。覚醒クエストを受けると覚醒できる。これまでの転職とは異なり、既に就いている3次職の能力を強化するという体裁であるため、ルート分岐は存在しない。
  - 外伝キャラクター

1次転職を終えた状態で作成できるキャラクター（レベルは1から）。他の2次職業への転職は不可能で、クエストの内容が一部異なる。また選択できる3次職も一つのみ。

- 農場

栽培、料理、釣りができる。主にアイテムを生産することができる。
- カオスフィールド

次元の鍵で入れるダンジョン。難易度的にはアビスとネストの間。スキル強化用のアクセサリー装備を作るための材料が拾える。レベル24用とレベル32用とレベル50用がある。クリアは毎週7回まで。

## 地理
- アルテイア大陸

女神アルテアが創りだした大陸。物語前半の舞台。
- プレーリー

入場は1lvから。
ウォーリアー、アーチャー、カーリー、アサシンのスタート地点。辺境の村。魔物たちが少女を拐う事件が頻発するため、自警団を結成された。
「暁の預言者」ロゼもこの村に住んでおり、ウォーリアーとアーチャーとカーリーは「暁の預言者」の事件に巻き込まれることとなる。
- マナレージ

入場は1lvから。
ソーサレスとクレリックとアカデミックとレンシアのスタート地点。雪の村。賢者と2人弟子によって作られた聖地。
元々はソーサレスの魔導団の支配する地域だが、ある目的によりクレリックの騎士団が進駐している。
ソーサレスとクレリックは、それぞれ賢者の残したオーブと杖の運搬を命じられ、アカデミックは、「暁の預言者」を保護すべくして事件に巻き込まれる。
- キャデラック

入場は9lvから。
事件を追っているうちにたどり着いた町。主人公達が合流する所でもある。
それぞれの事件が繋がり、共通の目的を持つことが分かり互いに協力あるいは利用し始めるようになる。
- セントヘイブン

入場は24lvから。
王都。国王カシウスが統治する城も存在する。
ワープポータルが充実し、利便性が高いため多くのプレイヤーがこの町で活動している。
ソーサレスやクレリックは以前ここに住んでいた設定。
2013年7月24日よりリニューアルされた。
- ロータスマーシュ

入場は40lvから。
人間ともエルフとも異なる、獣のような特徴を持つ原住民の住む地域。
会話の内容から、北方の領域から支配を受けたことがうかがえるが、詳細ははっきりとしていない。
六英雄の1人カーラはここで静養している。
- アレンデル

入場は60lvから。
六英雄の1人ネルウィン（女王ナルシリア）が治める、エルフたちの本拠地。
生命の木があるほか、モノリスの扉を封じた土地へも続いている。
- ミストランド

女神ベスティネルが創った世界。アルテイアのパラレルワールドともされ、アルテイアの人々とよく似た住人たちが見られる。物語後半の舞台となる。
- メルカ王国

入場は80lvから。
ミストランド唯一の中立国家。商人達が開拓した町が発展した都市国家であり、富と情報が全てを支配する。
- ラダメス

入場は90lvから。
反女神派の隠れ里にして本拠地。領主であるノルペがもたらした技術革新により、痩せた土地にも関わらず生活レベルは高い。

## 用語
- 太古の星

暁の預言者の目覚めを示す星であり、これが現れるとブラックドラゴンもまた覚醒し、魔物があふれ災いが起こると言われている。
- 暁の預言者

女神の夢を視る能力を持った特殊な人間。
作中では古代人の末裔ロゼがこれにあたり、破損の危機にある世界維持の石柱「モノリス」を女神の意思を感じとることで修復する力を持っているという。
ロゼには及ばないようだが、類する能力（夢を見る能力）を持った人間は他にもいる様であり、クレリック達はシーア（Seerと同義か）と呼んでいるという。
- 龍の使徒

暁の預言者を狙っている信仰集団。
ドラゴン（アルテア由来かベスティネル由来かは不明）を崇めているらしく、ドラゴンの聖地を目指して各地に侵入している。
モノリスの維持が真の狙いという噂もあるが、裏切り者は容赦なく暗殺するカルトとしての側面が目立つ。
- 魔法

マリオンが創始した秘伝魔法とジェイコブが唱えた神聖魔法が存在する。
作中では前者はソーサレス、後者はクレリックを選択すると使用できる。
基本的に秘伝魔法は女性、神聖魔法は男性が使用できるとされているが、どちらも同じく女神の力の一端を使用しているらしく
実際に男性の秘伝魔法使用者（ソーサラー）も存在する。
未来の世界では錬金術も開発されており、アカデミックを選択すると使用できる。
- 闇の女神官

クレリックと同じ女神アルテアを信仰しているが、女神の悪夢と闇を癒すためにその身を捧げている。
体になんらかの宝玉を埋め込んでおり、肉体が人間とは異なるものに変化しているらしい。
- エルフ

耳が長い人間によく似た亜人種。長い寿命を持ち、老化もしない。
生命の木と呼ばれるものから生まれ、ほとんどが女性。
脚力と弓術に優れており、自然を愛する。
人間とは価値観を異にするところがあり、種族として一線を置いているものの
ドラゴン討伐以降は人間との協力姿勢をとっている。
同類種族としてダークエルフが存在するが、彼女らの生命の木は瀕死の状態に陥り、結果として魔物と化した。
- 古代人

アルテアに創造されたかつては善良で高い能力を持った人々。
女神の世界のシステムを理解し、世界を滅ぼしかねないほどの力を得ていたことがうかがえる。
女神の悪夢の影響により大部分の古代人は精神汚染を受け自滅したがわずかに子孫は存在しており、
力ある古代人は異次元に封印されているらしい。
古代人固有の特殊能力は持つものと持たないものがいるらしいが、
古代人の作った兵器や遺跡は能力の有無を問わず古代人の血に反応する。
- ドラゴン

どれもが女神を由来とする力を持った強大な生命体。
主にエンシェントドラゴン・ケイアスドラゴン・ビヨンドドラゴンの三体とその分割体が登場する。また他のドラゴンの影響を受け、突然変異により誕生したドラゴンも存在する。
世界のシステムを支える能力を持っており、現在シルバードラゴンがその責を担っているが、それはドラゴンの生命にも非常な負担を強いるという。
- 獣人

獣と人の両方の特性を持ち合わせた人々の総称。ロータスマーシュという地方に大集落の一つがある。人よりも身体能力に優れた彼らだがセントヘイブン等に住む貴族らからは文化の違い等からかなり嫌われたり差別の対象となっている。闇の世界に通じる者も多く、立場的には魔物側に近い。ある一団は人から今の姿に変えられたという伝説を信じ人に戻る為に龍の使徒と手を組んでいる。
- チャイルド

ビヨンドドラゴンの進化体。より強い存在に進化すべく、互いの宝玉すら奪い合う凶暴な種族。ミストランドに住む人間が何らかのきっかけを経て変異するが、その際に元の人格と過去の記憶を全て失ってしまう。またかつての自身をよく知る者（特に近親者）を積極的に殺そうとする傾向が見られる。最近になって本来の人格・記憶を保っている（あるいは取り戻した）新種のチャイルド＝アルテアチャイルドの出現も確認された。

## 登場キャラクター

### プレイヤーキャラクター
- ウォーリアー(ゲーム本編の冒険者シアン、ドラマCD版アレン、漫画版セド) 声：野中藍

正義感あふれる少年。英雄になるため、また父ランバートと再会を果たすために旅をしている。プレーリーに立ち寄ったときにとある事件に巻き込まれる。
メイン武器はソード・アックス・ハンマー。サブ武器はガントレット。大振りだが威力のある近接攻撃と、ダッシュスキルによる機動力が特徴。
- ソードマスター

主な使用武器はソード。素早い連続技と剣気による遠距離攻撃が持ち味で、敵の防御を破壊するスキルも持つ。スキルは斬撃による近接物理型と、剣気を飛ばす遠距離魔法型に分かれる。
- グラディエーター

連続攻撃が強化された、物理重視のクラス。
- ムーンロード

遠距離攻撃が強化された、魔法重視のクラス。
- マーセナリー

主な使用武器はアックス・ハンマー。一撃の攻撃力に優れており、相手の体勢を崩したり、咆哮によって敵を怯ませて弱体化させる事ができる。また味方の攻撃・防御能力を高める補助能力に優れる。
- バーバリアン

一撃の攻撃力が強化された、直接攻撃重視のクラス。
- デストロイヤー

敵の体勢を崩す能力が強化された、咆哮重視のクラス。
- アベンジャー

外伝キャラクター。主な使用武器はソード。火属性の物理攻撃を主力とし、アベンジャーフォースを蓄積させる事で自身を強化できる。
- ダークアベンジャー

ダークアベンジャーへの覚醒が可能となったクラス。覚醒状態では幾つかのスキルのモーションが変化・強化される。
- アーチャー(ゲーム本編の冒険者トリアナ、ドラマCD版フィレス、漫画版オキロン) 声：阿澄佳奈

エルフの女王の命により魔物の動向を調べるために旅をしているエルフの少女。プレーリーに立ち寄ったときにとある事件に巻き込まれる。
メイン武器はショートボウ・クロスボウ・ロングボウ。サブ武器は矢筒（2013年6月19日アップデートからはクィヴァーに名称変更）。弓術と蹴り技を主体とする。
- ボウマスター

主な使用武器はクロスボウ・ロングボウ。高い火力と長大な射程を併せ持つダメージディーラー。瞬間的な攻撃力は全職中トップクラス。スキルは物理と魔法に分かれる。
- スナイパー

攻撃力が強化された、物理重視のクラス。
- アーティラリー

攻撃範囲が強化された、魔法重視のクラス。
- アクロバット

主な使用武器はショートボウ。蹴り技による素早い連続攻撃と多数の空中スキルにより、三次元的な空中機動が可能。また多くのスキルに無敵時間があり、随一の回避力を誇る。スキルモーションを短縮し、移動速度を高めるスキルも覚える。
- テンペスト

連続攻撃が強化された、蹴り技重視のクラス。
- ウィンドウォーカー

機動力が強化された、空中スキル重視のクラス。
- ハンター

外伝キャラクター。主な使用武器はクロスボウ。雷属性の遠距離魔法攻撃のほか、ファルコンを召喚して戦わせたり、様々なトラップを設置することが可能。機動力にも優れる。
- シルバーハンター

シルバーハンターへの覚醒が可能となったクラス。覚醒状態ではハンタースキルの多くが空中で使用可能になり、機動力が更に大きく増す。
- ソーサレス(ゲーム本編の冒険者アンジェリカ、ドラマCD版ネリエル、漫画版ユーリ)  声：小清水亜美

魔法の才能はあるが、テストの料金を酒やギャンブルにつぎ込んで借金を作ってしまった奔放な少女。借金取りから逃げるために5年ぶりにマナレージに戻ったときにとある事件に巻き込まれる。
メイン武器はスタッフ。サブ武器はパペット・魔導書・オーブ。魔法による遠隔攻撃を得意としており、状態異常の付与にも優れる。肉弾戦では非常に脆い。
- エレメンタルロード

使える武器の種類はソーサレスと同じ。炎と氷の魔法に特化しており、範囲攻撃に優れる。また火傷による持続ダメージ、凍結による移動阻害の状態異常を付与する事が可能。シールド系のスキルにより、自身の脆さを補う事もできる。
- セレアナ

攻撃力が強化された、炎魔法重視のクラス。
- エレストラ

補助能力が強化された、氷魔法重視のクラス。
- フォースユーザー

使える武器の種類はソーサレスと同じ。重力や光線、時空を操る魔法に優れる。レーザーや隕石の召喚による攻撃魔法を得意とし、敵を束縛したり、クールタイム回復を劇的に早めるスキルでPTを補助する。
- スマッシャー

攻撃力が強化された、光線魔法重視のクラス。
- マジェスティー

攻撃範囲が強化された、重力魔法重視のクラス。
- クレリック(ゲーム本編の冒険者エダン、ドラマCD版エスター、漫画版ベネッタ)  声：浪川大輔

貴族出身だが私生児であり家庭で疎まれていたゆえ、自ら神職となった青年。その出生が実は特殊なものであることが後々判明する。セントヘイブンでテンプルナイトとして働いているが上司の命令でマナレージに行く途中にとある事件に巻き込まれる。兄弟子ジェイクを「兄さん」と呼び慕う。
メイン武器はワンド・フレイル・メイス。サブ武器はシールド。近接戦闘を得意とするほか、回復魔法も使用可能。
- パラディン

主な使用武器はフレイル・メイス。敵を引き付けるスキルを持ち防御に優れ、味方の盾となって戦う。物理魔法複合スキルによる攻撃も可能。
- ガーディアン

防御能力が強化された、物理重視の職。
- クルセイダー

遠距離攻撃が強化された、物理魔法複合型の職。
- プリースト

主な使用武器はワンド。雷による攻撃魔法と、回復魔法および味方の能力を高める支援魔法に優れる。また様々な支援・阻害効果を持つ設置系スキルを多数覚える。
- セイント

設置系スキルが強化された、支援重視の職。
- インクイジター

雷魔法が強化された、火力重視の職。
- ヘレティック

外伝キャラクター。主な使用武器はメイス。闇属性の物理攻撃で戦う近接型アタッカーで、連打攻撃によって煉獄冥気を蓄積し、自身の能力を高める。
- アークヘレティック

アークヘレティックへの覚醒が可能となったクラス。覚醒状態ではメイスが蛇腹剣に変化し、スキルの攻撃範囲やアクション速度などが強化される。
- アカデミック(ゲーム本編の冒険者カメリナ) 声：悠木碧

空から降ってきた謎の少女。崩壊が目前となった未来世界から命じられた重要な任務を持つ。未来からやってきているため、他のキャラクターとメインクエストが異なる。
メイン武器はキャノン・バブルガン。サブ武器はシンブル。遠距離からの攻撃に優れ、また自律ロボット・アルフレッドを召喚する事ができる。ソーサレス同様、肉弾戦では非常に脆い。
- エンジニア

主な使用武器はキャノン。アルフレッドの性能を更に高める事ができるほか、メカダックやタワーなど多数の自動攻撃オブジェクト召喚スキルを揃えており、圧倒的な飽和攻撃が可能。また自身も強力な砲撃を行って攻撃する。メンバーのダメージを抑える支援スキルも持つ。
- シューティングスター

砲撃能力やアルフレッドが強化された、直接攻撃重視の職。
- ギアマスター

自動攻撃オブジェクトによる攻撃力が強化された、召喚重視の職。
- アルケミスト

主な使用武器はバブルガン。炎と氷、毒による連続攻撃や状態異常の付与に優れ、回復や支援を行う事もできる。またスライムを召喚し、様々な属性攻撃を行わせる事が可能。
- アデプト

攻撃力が強化された、炎と氷重視の職。
- フィジシャン

支援と状態異常の能力が強化された、毒と回復重視の職。
- カーリー 声：平野綾

暁の預言者と表裏一体の星の下に生まれた、古代人の血を引く少女。古代人の末裔が住まう村でシャーマンとしての鍛錬を積んでいたが、突如謎の剣士に村を焼き払われ、たった一人生き残った。師ガハラムの遺志を受け、消えた暁の預言者を追って旅を始める。
メイン武器はチャクラム・ファン。サブ武器はチャーム。闇属性のスキルがメインで、死霊や精霊を操る魔法攻撃のほか、武器を使った直接戦闘も可能。
- スクリーマー

主な使用武器はファン。死霊の腕から繰り出す流れるような連続攻撃のほか、呪術を用いた様々な間接攻撃が可能。またパーティメンバーを強化する霊魂召喚バフや守護結界を使いこなす。
- ダークサマナー

支援能力が強化された、死霊術重視の職。
- ソウルイーター

阻害能力が強化された、呪術重視の職。
- ダンサー

主な使用武器はチャクラム。剣舞による素早い近接攻撃、精霊を召喚しての中距離攻撃を得意とする。また様々な効果を持った踊りにより、自身の能力やパーティメンバーを強化・支援する。
- ブレイドダンサー

近接攻撃力が強化された、剣舞重視の職。
- スピリットダンサー

中距離攻撃力が強化された、精霊重視の職。
- オラクルフレイヤ

主な使用武器はチャクラム。ダンサーとスクリーマーの両方の特性を持つ。覚醒後が本番となる大器晩成型の職。
- アサシン(ゲーム本編の冒険者レン)  声：緑川光

イリュージョンと呼ばれる、自分と瓜二つの姿をした謎の男に取り憑かれてしまった青年。その上、同じ場に居合わせたルナリアという少女の時間移動に巻き込まれ、未来の時代（現代）へと連れてこられてしまった。元いた場所に戻るため、自分の身体を奪おうとするイリュージョンの正体を探るため、ルナリアと共に暁の予言者を巡る騒動に身を投じる。平時は穏和な好青年だが、戦闘時はイリュージョンに人格が交代し狂気を振りまく、二重の人格を持つキャラクター。
メイン武器はシミター・クリス。サブ武器はクルック（様々な暗器が収納された小手）。メイン武器は殆ど使わず、体術と暗器を使った戦闘スタイルを持ち味とする。またスキルチャージシステムにより、一部のスキルを一定回数連続で行使する事が出来る。初期から二段ジャンプが可能なのも特徴。
- チェイサー

主な使用武器はシミター。機動力に優れ、移動と攻撃を兼ねるスキルを多数習得する他、暗器による攻撃のバリエーションも増している。攻撃を補助するバフ・デバフも習得し、高い総合火力を持つ。
- リッパー

近接攻撃力と炎属性が強化された、体術重視の職。
- レイヴン

遠距離攻撃力と闇属性が強化された、暗器重視の職。
- ブリンガー

主な使用武器はクリス。チャクラを操る事で支援・回復・攻撃といった幅広い活躍が可能な他、召喚スキルも取得するオールラウンダー。
- ライトフューリー

雷属性と回復性能が強化された、支援重視の職。
- アビスウォーカー

近・中距離攻撃と闇属性が強化された、闇重視の職。
- レンシア(ゲーム本編の冒険者シャルロット)  声：斎藤千和

名家ユースティアの長女にして、ブラザーオブスティールの一員。マイペースで天真爛漫、考えるよりも先に行動に移すタイプ。組織の任務でマナレージまで出向くが、間もなく生家が何者かに押し入られ、父ラスも行方不明になった事を知らされ、妹のエルティアと共に父の消息を求めて旅に出る。
メイン武器はスピア。サブ武器はブレスレット。専ら近接戦闘を得意としており、槍による間合いの広さが強み。
- ピアサー

主な使用武器はスピア。槍を使った近接攻撃の他、魔法の槍や斬撃を飛ばして遠距離攻撃をする事も出来る。また自分自身もしくはPTメンバーを強化するスキルも取得するが、使いすぎると疲労球が蓄積して一時的に弱体化してしまうリスクも抱える。
- フローリー

近接攻撃力が強化された、物理重視の職。
- スティングブリーザー

遠距離攻撃力と雷属性が強化された、魔法重視の職。
- ベナプラガ

外伝キャラクター。本来は妹がなる筈だった存在。フローリーとスティングブリーザーの中間職。
- マキナ 声：茅野愛衣

ロータスマーシュ原住民（獣人）の少女。獣人であることを誇りとしているが、差別を受けてきた過去から軽度の人間不信に陥っている。隕石落下地点にあった村の出身だが、本人はまだ村の外にも出た事が無い程幼い為、自分の部族名も知らず世事には疎い。隕石により故郷と家族、自身の右腕を失い、治療の際に大型の義手（ナックルギア）を装着させられている。同様に身体の欠損を抱え、さらに謎の病に冒された仲間と共に、根治のための飛行商船で移動していた最中、セルス率いる獣人団の襲撃により彼女だけが船外へ投げ出され、プレーリー村近郊に漂着した。そして自身の病の治療と仲間の救出を目的に旅をするなかで、暁の予言者を巡る騒動に巻き込まれていく。
メイン武器はナックルギア。サブ武器はクロー。獣人らしいアクロバティックな動きと巨大なナックルギアで相手を叩きのめす近接戦闘を得意とする。間合い自体は狭いものの、スピードに優れるため素早く敵の懐に飛び込むことが可能。
- パトロナ

主な使用武器はナックルギア。ギアステップによる強力なコンボ攻撃を繰り出すインファイターで、さらにスチームを蓄積・開放することで、自身を回復したり、攻撃力を高めることができる。
- ルイーナ

コンボ攻撃が強化された、直接攻撃重視の職。
- ガルディアナ

防御力と回復力が強化された、支援重視の職。
- ランチャー

クローアームの代わりに小型光子砲、フォトンギアを装備したクラス。敵を纏めて攻撃出来る様になった。
ブラスティア
雷属性の物理攻撃に特化した近接攻撃
エレクトリカ
雷属性の魔法攻撃に特化した後方支援タイプ

### ノンプレイヤーキャラクター

#### 場所不特定
- 女神アルティア 声：茅原実里

アルティア大陸を作った女神。
- アイリーン 声：松嵜麗

イベントガール。各イベントに応じた様々な衣装で登場し、案内を行っている。
- ハロリ 声：道重さゆみ

各地にファンが存在する超人気アイドル。彼女に関連したクエストにて、恐ろしい本性の一端を垣間見せる。
- ニャンニャン 声：KOKIA

ハロリにこき使われている（いじめられている？）小間使い。
- ランバート 声：黒田崇矢

ウォーリアーの父親。古代人を憎悪している。
- ジャスミン

アカデミックの姉。生命工学者にして錬金術師。未来の世界救済計画を一任されている。未来から指令を送っているだけの筈であったが、暴走した思いの末に自ら過去に乗り込んでくる。
- ルナリア 声：伊藤かな恵

時間移動能力を持つ謎の少女。その能力は本人にも制御出来ない。アサシンを時間移動に巻き込んでしまった後、彼の求めに応じて言われるままに同行する。
- イリュージョン 声：緑川光

アサシンと瓜二つの謎の男。ルナリアを守って魔物と戦う中で深い傷を負い、その場に居合わせたアサシンの中に潜り込んだ。その正体はアサシンの未来の姿で、龍の使徒の一員。
- エルティア・ユースティア 声：小倉唯

ブラザーオブスティールの一員。レンシアの妹。身体が弱く、いつも本を読んでいる大人しい少女。考えの足りない姉に代わって頭脳労働を担当する。
- ケイ 声：上坂すみれ

ブラザーオブスティールの一員。使命感の強い少年で、ユースティア姉妹とは幼馴染み。
- シャオロン 声：藤原啓治

見た目は虎型の獣人。マキナと同じく隻腕であり右腕を木製のギアで補っている。自ら生み出したというギアによる隻腕拳法を得意とする。元は普通の人間であったと云い、闇の世界にも通じている。偶然を装いマキナに接触した体をしているが、実際にはある依頼の元彼女に接触している。弟子とみなしたマキナの事は自身の損得を超えて真摯に心配している。何故かカンフーパンダネタ絡みのクエストもある。
- セルス 声：細谷佳正

マキナを乗せた飛行商船を襲った獣人団の団長。自らの部族の悲願の為に暗躍している。セルスとしては同胞であるマキナの事は一応気には掛けているらしいが、それ以上に悲願の達成を優先しており、またマキナの思想と相反する信条を掲げているうえ、最初の出会いが最悪だった事などから、両者の関係はこじれにこじれていく。

#### 六英雄
- ジェレイント（青年） 声：森川智之

金髪の剣士。その正体は分割されたエンシェントドラゴンの一体、ゴールドドラゴン。同じくエンシェントのアルゼンタとは兄妹のような関係。ブラックドラゴン-カーラスとの戦いで全滅しかけた仲間達を救う為に正体を現し、片目を失いつつも勝利する。しかし正体を隠していたこと、そして戦いのあと黙って姿をくらましたことから、仲間達からの心証は良くない。その後、ブラックドラゴン-ベルスカードとの戦いで残った目も失ってしまい、その状態でサフェントラとの戦いに赴いた際、プレイヤーを庇って命を落とした。
- ジェレイント（少年）

ジェレイントが遺した宝玉から生まれた、新たなゴールドドラゴン。風貌こそよく似ているが、性格は落ち着きのあった青年時とはまったく正反対で、その精神は見た目以上に幼い。アルゼンタの消滅後はベルスカードやルビナートと行動を共にしている。
- ベルスカード 声：GACKT

ドラゴンレイド時代では叩き上げの傭兵であり、表向きには討伐時戦死したとされている。実は龍の使徒の一員であり、ブラックドラゴンの宝玉を持ち去って行方をくらましたのが真相。しかしその後、フェザーに捨て駒とされた事で復讐を誓い、そのために古代人の力を求めてロゼを攫った。復讐を果たすべく宝玉の力でブラックドラゴンに変身するが、同じくドラゴンに変身したジェレイントの猛攻を受け負傷、療養を余儀なくされる。その後も復讐のために活動を続けるが、逆に龍の使徒たちの策略によりブラックドラゴンの宝玉を奪われてしまった。現在はシルバードラゴンの宝玉を受け継ぎ、世界の守護者としての使命を受け入れている。
- バルナック

冒険者ギルドの設立にも寄与した伝説的ウォーリアー。ドラゴンの血の呪いの治療法を探して各地を旅していたが、成果を得られぬまま、志半ばで力尽きた。死後、その身体はデスナイトとして利用されてしまう。
- カーラ・フェアリスター

その世代で最高の魔導士に与えられるフェアリスターの名を持つソーサレス。ドラゴンの血の呪いを受け、ロータスマーシュにて静養している。カラハンに戦いを挑むも敗れ、その後間もなく呪いと老いによる衰弱で死亡。死の間際、シーデルにその役目を託した。
- ネルウィン

当時の女王の命によりシルバークレッセントアーチャー団を率いていたエルフ。現在はアレンデルの女王、ナルシリアを名乗っているが、カーラと同じく呪いにより深い傷を負っている。次代の女王を選定する儀式の最中に命を落とす。
- テレンス・テラマイ 声：石塚運昇

神殿騎士団のリーダー。ドラゴンレイド後、教皇の座に就いた。暁の予言者を巡る騒動では独自に動いており、ロゼの救出に成功している。その後は再び表舞台に舞い戻り、プレイヤーの後援者として助力する。

#### ドラゴン
- ゴールドドラゴン-ジェレイント

#六英雄の項を参照。
- シルバードラゴン-アルゼンタ 声：田中敦子

銀髪の美女。分割されたエンシェントドラゴンの一体。50年前は人知れずブラックドラゴンと戦っていたため、六英雄には入れられていない。行方不明となっていたが、キャデラックで倒れた主人公たちの前に突如現れる。怒りっぽく気難しい性格だが、その実人間達に対する愛情は深い。アレンデルにてベルスカードに自身の宝玉を託し、消滅した。
- シードラゴン-サフェントラ

古代人が生み出した、人造ドラゴンの失敗作。元々はシードレイクあるいは海王と呼ばれた魔物に過ぎなかった。ジェレイントの命を奪った際にその力を吸収してドラゴンへと進化、シードラゴンネストを形成した。プレイヤーによって討伐されることになる、最初のドラゴン。
- ブラックドラゴン-カーラス

50年前、古代人によって人工的に生み出されたドラゴン。六英雄らによって討伐された。
- ブラックドラゴン-ベルスカード

カーラスから奪った宝玉により、ベルスカードが変身したブラックドラゴン。黒竜の塔にてブラックドラゴンネストを形成したが、王都から派遣された討伐隊とジェレイントによって討伐された。
- ブラックドラゴン-征服王フェザー

フェザー（後述）が変身したブラックドラゴン。セントヘイブンを強襲して人々に悪夢を植え付け、悪夢の中にブラックドラゴンネストを形成した。プレイヤーによって討伐されることなる、四番目のドラゴン。
- グリーンドラゴン-カラハン 声：岡本信彦

カーラの兄。極度のナルシスト。強大な魔導の才能に恵まれるも、力に溺れたため粛正の対象とされ、一族を出奔した。禁断の力により未だ若々しい風貌を保っている。更なる力を求めてチャッティーを騙し、封印されていたグリーンドラゴン-クジャタの宝玉を手に入れてドラゴンと化し、グリーンドラゴンネストを形成した。プレイヤーによって討伐されることになる、二番目のドラゴン。
- イエロードラゴン-ザカード

分割されたケイオスドラゴンの一体。人間態として、薄黄色の髪の少女の姿を取る。騎士王カシウスと出会って興味を抱き、やがて恋仲になった。その際、カシウスにより「アイシャ」という名前を付けられている。しかし彼女の正体を知った家臣たちによって王都を逐われ、悲劇的な最期を迎えた。ジェレイントの死によって復活し、再びイエロードラゴンネストを形成した。プレイヤーによって討伐されることになる、三番目のドラゴン。
- ホワイトドラゴン-アイオナ 声：代永翼

分割されたケイオスドラゴンの一体。人間態として、白い髪の少年の姿を取る。汚染される前の記憶と使命を引き継いだ唯一のケイオスであり、世界を守るためにプレイヤーに助力する。
- レッドドラゴン-ルビナート 声：宮下栄治

分割されたケイオスドラゴンの一体。人間態として、赤い髪の青年の姿を取る。軽妙洒脱な気風の持ち主で、何よりも義を重んじる。「堕落したケイオス」を自称しているが、フェザーと出会い友情を結んでからは、人間に対して友好的な存在となる。メリエンデルに思慕の情を抱いていた。アイオナとは親友の間柄で、彼の名付け親でもある。フェザーの変貌を知って悲嘆するも、彼を止めるためにプレイヤーに力を貸す。宝玉に二つに割った影響で現在は二人のルビナートが存在しており、一人は残留思念としてアルテイアで、もう一人は実体を持ちミストランドで活動している。
- レッドドラゴン-征服王フェザー 声：小山力也

伝説の建国王にして、龍の使徒の首魁。筋骨隆々とした壮年の男性。ベルスカードから奪ったブラックドラゴンの宝玉と、ルビナートから託されたレッドドラゴンの宝玉の片割れを所持する。かつては世界の存続と人々の繁栄を願っていたが、全てが女神の夢に過ぎないと知り絶望。現在は自らが新たな神に成り代わり、今ある世界を破壊して新たな世界を創る事を目的としている。ジャスミンの手を借りて半分しかない宝玉の力を補い、レッドドラゴンネストを形成した。プレイヤーによって討伐されることになる、五番目のドラゴン。
- ビヨンドドラゴン-ランクロウ

ルビナートがビヨンドドラゴンの宝玉の欠片を核にして生み出した存在で、アサシンの正体。愛称はレン。ランクロウという名には「希望、可能性、第三の道」といった意味が込められている。ルビナートによって熱心に教育されていたが、突如として時間移動を行い出奔、行方知れずとなった。その後、この当時の記憶は失っている。ドラゴンとしての姿は不明だが、変身そのものは可能であることが示唆されている。
- ヘイズアイスドラゴン-ギイ

女神ベスティネルが新たに生み出した新種、チャイルドドラゴンの一体。元々はミストランドで暮らしていた青い髪の青年で、盗賊団によって殺されたとされていた。チャイルドとなった妹イベールを守るため、ヘイズアイスドラゴンネストを形成した。プレイヤーによって討伐されることになる、六番目のドラゴン。

#### プレーリー
- ハロルド 声:塚田正昭

村長。
- ロゼ 声：豊崎愛生

とある事情によりプレーリーのハロルド村長の所に預けられた少女。この物語のキーパーソン。
- リリー 声：五十嵐裕美

村長の孫。ロゼを姉のように慕っている。
- ティモシー 声:ゲーム版ビューティーこくぶ、ドラマCD版内山昂輝

ロゼの幼なじみ。ロゼに好意を寄せている。

#### マナレージ
- シンシア

ソーサレスの長。
- レオナルド

クレリックの長。
- タラ

冒険者のソーサレスの後輩。
- ジェイク

冒険者のクレリックの兄弟子。実は龍の使徒の一員。賢者の杖を巡る戦いの中で命を落とす。その死はクレリックに大きなショックを与えた。

#### キャデラック
- レオン

故人。
- ウィリアム

クレリックで故人。
- ケビン

飛空艇乗りを夢見る少年。
- エレナ 声：田中理恵

ダークエルフの女王。龍の使徒の一員。暁の予言者を狙っている。
- デービット 声：荻原秀樹

自称世界最強のハンター。プレイヤーに対して常に尊大な態度を取るが、根は臆病者。アルゼンタに心酔している。

#### セントヘイブン
- カシウス 声：井澤詩織

幼き国王。伝説の騎士王に強い憧れを抱いている。お飾り的な現状をなんとかしたいらしい。
- ダグラス 声：遠藤大輔

将軍。スチュアートと反目している。セントヘイブンの上流階級の中ではそれでもまだ良心的であり、レナを一番気に掛けている。
- レナ 声：釘宮理恵

ダグラスの養女。隠された一面を持つ。両親の死に疑惑を抱いている。
- イグナシオ 声：秋元羊介

テラマイ教団のビショップ。龍の使徒の一員であり、正体を隠して王宮に潜入していた。最もプレイヤー視点で観るとどうみても魔物が人間のコスプレをしているだけにしか見えない。
- スチュアート 声：荻原秀樹

侯爵。カシウスの叔父にあたる。何かと貴族である事を鼻にかけプレイヤーや同僚達を見下した態度を取る。ダグラスの事を一番嫌っている。
- カーライエン 声：五十嵐裕美

宮廷ソーサレス。教団の勢力を敵視している。スチュアート程では無いがお高く止まっている。

#### ロータスマーシュ
- シーデル 声：佐藤利奈

カーラに師事する少年で、フェアリスターの次期後継者。チャッティーに密かに想いを寄せている。
- チャッティー 声：戸松遥

原住民。警戒心が強い猫のような少女。家族や仲間達を救う術を探し求め、カラハンを頼る。
- デスナイト 声：黒田崇矢

英雄バルナックの成れの果て。並はずれた怪力と剣術で敵を葬り去る。

#### アレンデル
- エルフの長老

病床にある女王に代わり、実質的にエルフを取り纏める指導者。本名をリトローレと言うが、その名は自ら捨て去っている。かつてネルウィンとは浅からぬ仲だった。
- シートリーデル

エルフの女性警護兵。様々な事件（特に長老とエルフ王の諍い）の影響で心労が絶えない。
- ファーラ

道具屋を営む老婆。アレンデル近辺の様々な知識に通じている。
- ベンシエル/フェルデレス

エルフの男性。恋人セレンシエルを失った復讐を果たすべく、エルフを裏切り龍の使徒と協働していた。しかし彼女の真意と自らのテレジアを知った事で、ナルシリアの跡を継いでエルフ王フェルデレスとして即位する。かつての因縁から、エルフの長老とはあまり折り合いが良くない。
- ガハラム

古代人の女性。カーリーの師にして、賢者アルノの娘。故人。自らの贖罪のため、プレイヤーに過去の出来事を体験させる。
- アルノ

古代人の賢者にして、クレリック、ソーサレスそれぞれの始祖の師。堕落した際にモノリスの扉を開いてしまい、正気に戻った後、償いのために仲間達と共に自ら人柱となって再び扉を閉じた。
- メリエンデル

盲目のエルフ女性。盲目というハンデを背負ったために迫害を受けていたが、逆境に対する反骨心から修行を重ね、エルフ最強の戦士と称されるまでになった。フェザーに心酔し付き従う。
- エリザベス

妾腹の王女。卑しい生まれのために王家から排斥され、フェザーの婚約者とされた。強い正義感と慈愛の心、そして明晰な頭脳を備え、ソーサレスとしての心得もある女傑。フェザーとは理想を共有する相思相愛の良きパートナーであり、またメリエンデルやルビナートとも懇意だった。

#### メルカ王国
- ベルニカ 声：新垣樽助

自由と中立を謳う都市国家、メルカの国王。知謀に長け、「メルカの蒼き毒蛇」の異名を持つ。
- イベール 声：下田麻美

青い髪の少女。反女神派の連絡員。兄のギイ、弟のグレルといった家族を何よりも大切にしている。攫われたグレルを救うために単身敵地に乗り込んで致命傷を負い、グレルの腕の中で息絶えた。その後チャイルドとして復活するも、他のチャイルドと同じく記憶を失い、ギイに連れられてメルカを去った。
- グレル 声：下田麻美

青い髪の少年。ギイとイベールの弟。姉を殺された怒りからアルテアチャイルドとして覚醒、頭領トリヤンを圧倒的な力で屠った。同じくチャイルドとなったイベールを救うことを悲願としている。本来は心優しい性格だったが、チャイルド化の影響で時折憎悪に取り憑かれて凶暴化することがあり、情緒不安定に陥っている。
- ギイ

#ドラゴンの項を参照。
- アルコ

反女神派に属するエルフの青年。生まれつき視力が弱く、そのために迫害された過去を持つ。兄妹同然に育ったエルフが女神の下で使い捨て同然に落命したことを知り、反女神派へと転向した。

#### ラダメス
- ノルペ

ラダメスの領主。安全のために常にその身を隠しており、ホログラムに投影されたイメージを介して人々を導く。ただしホログラムの老人すらも影武者であり、その正体はアルテイアにおけるシーデルの同位体。本来の姿はほぼ誰にも知られていないためフットワークは軽く、調査などの際には自ら現地へ赴く。
- アカデミア

ノルペの師。故人。ラダメスを開拓・発展させた立役者の一人であり、多くの人々から慕われていた。アルテイアにおけるカラハンの同位体。

## モンスター

### 動物類
- バット系
  - バンバット
  - ブレゾンバット
  - デーモンコア
- ハウンド系
  - ハウンド
  - コンカハウンド
  - ブルドッグ
  - ポリスブルドッグ
  - アイゼンブルドッグ
- スパイダー系
  - ストリングラー
  - ベビータラン
  - ミジェットタラン
  - タラン
  - グランスパイダー

### 亜人類
- ゴブリン系
  - ゴブリン
  - ニパスゴブリン
  - スロウゴブリン
  - バールゴブリン
  - ホブゴブリン
  - クロウホブゴブリン
  - アソーゴブリン
  - スケルゴブリン
  - ゴブリンスケル
  - ゴブリンテック
  - ゴブリンテレス
  - ゴブリンポリス
  - ゴブリンエリート
  - アボゴブリン
- コボルト系
  - コボルトバンテ
  - コボルトアルク
  - コボルトボンバー
  - コボルトアサシン
  - コボルトセルト
  - コボルトガナー
  - コボルトオム
  - コボルトトラッパー
  - コボルトハンター
- オーク系
  - オークデンデ
  - オークファイター
  - オークコマンダー
  - オークシャーマン
  - オークスケル
  - オークテリア
  - コルオーク
  - キャプテンオーク
  - オークボルス
- ゴート系
  - ゴートシャーマン
  - ゴートアイス
  - ゴートファイア
  - ゴートサマナー
  - ネームドモンスター
- リザード系
  - ボギーリザード
  - スケイルリザード
  - コンカリザード
  - ブルースケイルシラーク
- ノール系
  - ノールフェンサー
  - ノールテスペル
  - グテンノール
- トロル系
  - トロル
  - チビトロル
  - ブラザートロル
  - マザートロル
  - トロルベンテ
  - トロルスケル
- ボア系
  - ボアアソー
  - ボアバルス
- クロウ系
  - クロウアサシン
  - クロウタンテ
- ダークエルフ系
  - ダークエルフ
  - ダークエルフオム
  - ダークエルフプリースト
  - ネイムドモンスター
- ハーピー系
  - ハーピー カンテ
  - ミストレス
- オーガ系
  - オーガバリアン
  - スレイブ
  - オーガコマンダー
  - サイク
- ミノタウロス系
  - ミノトルーパー
  - ミノタウロス
  - ミノナイト
  - ミノスケル
  - ネイムドモンスター

### アンデット類
- グール系
  - グレーグール
  - モスグール
  - チャームグール
  - グールボンバー
- スケルトン系
  - スケルガドル
  - スパークスケル
  - グランスケル
  - ダークスケル
  - ポイズンスケル
  - ウェンディゴ
- レイス系
  - グリードレイス
  - レイスショット
  - レイスデスクライ

### 未分類
- ウィスプ系
  - アッシュウィスプ
  - グラスウィスプ
  - レインウィスプ
- ザフラ系
  - ザフラ
  - ラントザフラ
  - ザークザフラ
  - シャイザフラ
- ガーゴイル系
  - ストーンガーゴ
  - ガーゴボンバー
  - ガーゴメイジ
  - ガーゴスティンカー
  - レストダマン
- シャドー系
  - シャドーダーク
- マンティコア系
- ラミア系 
  - ラミアカンテ

### ボス
- 影の森-山道- / クロコーム

プレーリー付近
- 影の森-山道- / クロコーム
- 影の森-中央- / ジャザー
- 古の神殿-遺跡- / ジュクアノック
- 古の神殿-広場跡地- / カラヴァ
- 古の神殿-礼拝堂- / マッティー
- 教会跡地 / ウルムナク
- 教会跡地-地下室- / バルンハ

マナレージ付近
- フィルンの谷 / ゴルバク
- フィルンの森 / ジャック
- 魔女の道 / ジュク・ルック
- マリオンの殿堂 / リガス・カルル
- オーク襲撃隊拠点 / ゴルカジャム
- フェアリスター魔道院 / クイーン・ラレン
- サイレンス修道院-回廊- / ウンババ
- サイレンス修道院-本堂- / ガラク・カレラ

クリスタルレイン
- マローダ谷 / リディア
- マローダ山岳 / スタンピード
- ワールドウィンド峡谷 / ティティス
- 帰らずの道 / バルガッシュ

キャデラック-町外れ-
- 聖域-森林- / ノートルホーン
- 聖域-中心- / ダークスクリーム
- 死者の森 / ボルドネス
- 死の沼 / スカーレットサイズ
- エルクル神殿 / トランプル
- エルクル神殿-祭壇- / マンティコアペトラ

黒き山裾
- 捨てられたウィルドンハロウ / ストーンウイング
- 乾いたマリサの泉 / レッドアイズ
- 枯葉の森-爆心地- / オペラシオン
- さびしい森の幽霊村 / ウィスプ クラン
- 黒竜の領地 / フレイムウイング
- 黒竜の領地-守備隊拠点- / クスタッシュ
- 黒竜の谷 / ジャコボ
- 黒龍の塔 / ジャブル
- 黒き鉱山 / ヌムハルク
- アーゲイト坑道 / オーガブゥ
- クライム地下道 / フレイヤ＆カレン
- 死の回廊-入口- / クライン
- 死の回廊 -入り口- / ルートスレイブ
- 名もなき暴君の墓 / フレイムレッド
- 下流の廃墟 / ブルースケイルシラーク
- 水の神殿跡 / 女族長 ルズカ
- 精霊の湖 / ノクシアス
- 失われた時間の廃墟 / ルーパ
- 離れ島 / スティッキーソーンズ
- 離れ島-中央- / ノクホーンラフ
- 沈没した貨物船 / カンナ
- キャンプテン ランドーの本拠地 / キャプテン ランドー

リバーワード船着場
- 古の図書館 / クリーク
- 古代武器庫 -東- / ダルトン
- 古代武器庫 -西- / アイアンクロー
- リバーワード廃墟 / ベスコ ヘルマートン
- 龍の使徒の占拠地 / バルーサ ブラス
- 古の宝物庫 / トーテムプロテージ キューブ
- イスラ村 -集落- / レイヌ シプリール
- 漂流島 -海岸- / ハーフゴーレム ギガント
- 漂流島 -中心部- / レディーシアン
- 封極の氷地 / ジュク・レット

## テーマソング
- ブラックバージョン

「EVER」
ALL MUSIC & LYRICS : GACKT.C
初回限定版のみ黒色の羽アバが付属
- ホワイトバージョン

「Road to Glory〜for Dragon Nest」
作詞・作曲・歌：KOKIA
編曲：伊藤真澄
Strings：篠崎ストリングス
Guitars：遠山哲朗
CDには白色の羽アバが付属
- 第2弾

「THE END OF THE DAY」
YELLOW FRIED CHICKENz
歌：GACKT、JON(from fade)
ドラム：SHINYA(真矢)
ギター：TAKUMI
ベース：U：ZO(ex RIZE)
CDには晦冥の炎、冥闇ノ印が付属
- メインストーリー章「復活」

「live your life」
ViViD
作詞：シン
作曲：イヴ
編曲：ViViD/宅見将典
- 「外伝. コードネーム：ゼロ」

「Battle of destiny」
作詞・作曲・歌：KOKIA
編曲：伊藤真澄
CDには聖竜尾が付属

## 漫画版
『Dragon Nest -瞬撃のセド-』（ドラゴンネスト しゅんげき-）として月刊少年ライバル（講談社）2010年7月号から2011年5月号まで連載。単行本は全3巻。作画はTATSUBON。

## 書籍
- ドラゴンネスト オフィシャルテクニカルガイド（2010年12月発売、エンターブレインムック、エンターブレイン、ISBN 978-4047270404）
- ドラゴンネスト オフィシャルテクニカルガイド Vol.2（2011年11月30日発売、エンターブレインムック、エンターブレイン、ISBN）

## 映画
- Dragon Nest: Warrior's Dawn（中文: 龙之谷：破晓奇兵）

## パッケージ
- ドラゴンネスト プレミアムパッケージ
- ドラゴンネスト プレミアムパッケージ ビギナーズエディション
- ドラゴンネスト 1stアニバーサリーパッケージ
- ドラゴンネスト 1stアニバーサリーパッケージ プレミアムエディション
- ドラゴンネスト プレミアムパッケージ ゴールドエディション

## ドラマCD
- ドラゴンネスト ドラマCD 「プレリュード〜運命の目覚め〜」

黄色の羽アバが付属